# Efekt Hawthorne

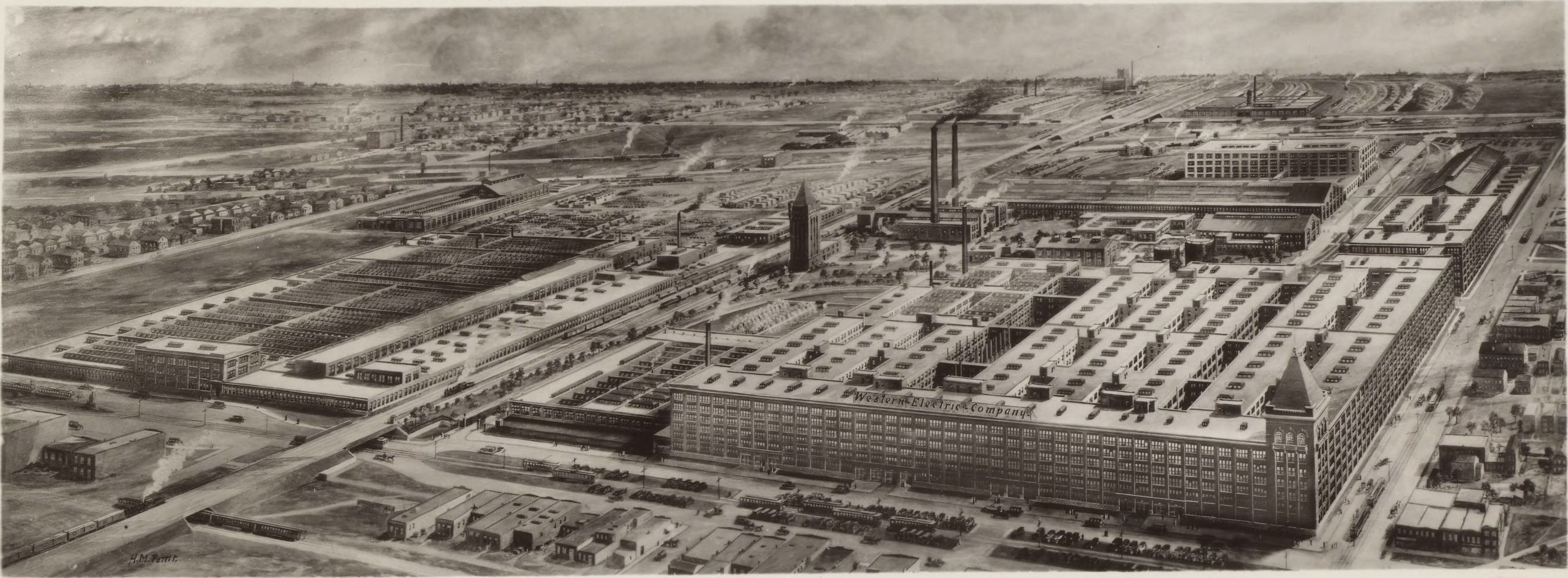
Fabryka Hawthorne Works (1925)

Efekt Hawthorne – zjawisko będące źródłem błędów podczas prowadzenia badań na grupie ludzi, wynikające z tego, że wiedzą oni o tym, że uczestniczą w eksperymencie.
Zjawisko to odkryte zostało przez Eltona Mayo podczas badań nad wydajnością pracy przeprowadzonych między 1927 a 1932 rokiem wśród pracowników Western Electric Company w fabryce Hawthorne Works w stanie Illinois w Stanach Zjednoczonych. Kierowany przez niego zespół badaczy próbował mierzyć, w jakich warunkach oświetleniowych wydajność pracy będzie wzrastać. Okazało się, że wydajność pracy wzrastała zarówno w grupach eksperymentalnych, jak i kontrolnych, czego przyczyną było, jak wnioskowali badacze, zaangażowanie się naukowców w proces badawczy i ich ciągła obecność, dzięki czemu osoby badane starały się pracować coraz bardziej wydajnie w trakcie trwania eksperymentu.
Sam eksperyment polegał na tym, że po podzieleniu badanych na grupę eksperymentalną i kontrolną w pierwszej zmieniano jakiś czynnik, badając jego wpływ na wydajność, a w drugiej nie zmieniano nic. Zauważono, że gdy polepszono np. oświetlenie, wydajność w pierwszej, jak i w drugiej grupie wzrosły. Gdy pogorszono ten czynnik, wydajność znów nieznacznie wzrosła w obu grupach. Gdy wprowadzono przerwy na posiłki, znów produkcja wzrosła w obu grupach.
Gdy potem powrócono do „zwyczajnych” warunków, okazało się, że produkcja dzienna i tygodniowa wzrosła jak nigdy wcześniej. Ten wzrost wydajności pracy wytłumaczono tym, że pracownicy poczuli, że mają własną wartość, że mogą na coś wpływać, wytworzyło się poczucie sterowania własnym losem, a pracownicy poczuli się „dowartościowani” i byli bardziej zadowoleni, a przez to pracowali wydajniej.